# Laurylosiarczan sodu
Laurylosiarczan sodu, SDS, SLS – organiczny związek chemiczny, sól sodowa kwasu dodecylosiarkowego (siarczanu dodecylu, to znaczy estru dodekanolu i kwasu siarkowego).
Jest surfaktantem anionowym i stosuje się go jako detergent. U niektórych osób może wywoływać atopowe zapalenie skóry i inne stany zapalne skóry.
Powoduje denaturację białek, po której możliwa jest ich pełna renaturacja, a w przypadku enzymów odtworzenie ich aktywności enzymatycznej. W reakcji z białkami tworzy kompleksy, w których na jedną część wagową białka przypada 1,4 części wagowych laurylosiarczanu sodu. Następuje wówczas niwelacja naturalnego ładunku elektrycznego białek, co umożliwia dokładne oznaczenie ich masy cząsteczkowej. Ponadto kompleksy takie są zwykle lepiej rozpuszczalne w wodzie i trudniej ulegają hydrolizie enzymatycznej. Dodanie SDS do żelu poliakrylamidowego stosowanego w elektroforezie (tzw. SDS-PAGE) białek pozwala na uzyskanie lepszej jakości elektroforegramów.